# Revolutions
Revolutions — шестой студийный альбом французского композитора Жана-Мишеля Жарра, вышедший в 1988 году, накануне концерта в Доклэндс (Лондон). Альбом выдержан в стилях нью-эйдж, этно-джаз, брит-поп, синти-поп.

## Об альбоме
Диск записан и сведён на Studer A820 Dolby SR. В первой редакции альбома заглавная композиция Revolution открывается турецкими флейтами, тогда, как в переиздании 1992 года она открывается звучанием Арабского струнного оркестра Ларби Ушни, записанный на концерте в 1990 году в Париже. В последующих переизданиях возвращён первоначальный вариант с турецкими флейтами. На концертах название трека менялось 2 раза. Так, в Египте, в 2000 году он именовался «Evolution», поскольку по законам государства слово «Revolution» произносить запрещено. В 2006 году на концерте в Марокко она называлась «Education», несколько отличаясь текстом от оригинала.
В композиции «Industrial Revolution: Overture» слышится «удары по наковальне» (инструмент Crystal Baschet) — металлический синти-поп, использовавшийся прежде только Depeche Mode.
В «London Кid» одну из главных партий исполняет Хэнк Марвин — кумир Жана-Мишеля Жарра. Несколько месяцев спустя он будет участвовать в концерте в Лондоне.
Композиция «September» посвящена Дульси Септембер — борцу против апартеида, убитой 29 марта 1988 года.
Запись «Industrial Revolution 2» стал официальным гимном чемпионата мира по регби 2007 года. Также в анонсе телеканала НТН-4 (г. Новосибирск) была использована композиция «London Kid»

## Надписи на диске
Этот альбом посвящён всем детям революции: компьютерной революции, 1960-х годов, детям эмигрантов и той Дульсии Септембер.
Никогда не будет никакой иной революции — кроме той, что в умах детей.

## Список композиций
1. «Industrial Revolution: Overture» (5:20).
2. «Industrial Revolution: Part 1» (5:14).
3. «Industrial Revolution: Part 2» (2:20).
4. «Industrial Revolution: Part 3» (4:13).
5. «London Kid» (4:31).
6. «Revolutions» (5:00).
7. «Tokyo Kid» (5:34).
8. «Computer Weekend» (5:00).
9. «September» (4:00).
10. «L’Emigrant» (4:16).

## Музыканты, принимавшие участие в записи
- Жан-Мишель Жарр — синтезаторы, клавишные, вокодер (Revolutions), автор музыки.
- Доминик Перрье — синтезаторы.
- Франсис Римбер — синтезаторы.
- Мишель Жесс — синтезаторы.
- Сильвен Дюран — синтезаторы.
- Ги Делакруа — бас-гитара, синтезаторы.
- Джо Хаммер — ударные.
- Патрис Тисон — гитара.
- Хэнк Марвин — гитара в «London Kid».
- Дзюн Миякэ — труба в «Tokyo Kid».
- Кудси Эргюнер — флейта в «Revolutions» (1-й вариант композиции).
- Арабский струнный оркестр под управлением Ларби Ушни в «Revolutions» (версия альбома, вышедшая в 1992 году).
- Мирей Помбо и хор из Мали — вокал в «September».
- Брюно Россиньоль — хор в «L’Emigrant».

Технические данные
- Треки 1,7 записаны на Guillame Tell Studio Paris. Звукорежиссёр — Анри Лусто, ассистент Филлип Куссе.
- Треки 2-5 и 8-10 записаны на Croissy Studio. Звукорежиссёр — Дени Ванзетто, ассистент — Патрик Пеламур.
- Трек 6 записан на Davout studio.Звукорежиссёр — Клод Эрмелен, спецэффекты — Франсуа Керворкян.
- Инструмент Baschet, звучащий в «Overture», изготовлен Бернаром и Франсуа Баше.
- Дизайн обложки: 4I Collaboration, London.
- Фото: Оливьеро Тоскани.